# Eble d'Ussel
Eble d'Ussel (Ebles d'Ussel) (fl. ca. 1200) fou un trobador occità. Se'n conserven només tres composicions.

## Vida
Eble d'Ussel fou el gran de tres germans (Eble, Peire i Gui) que, juntament amb el seu cosí Elias d'Ussel, formen part dels anomenats quatre trobadors d'Ussel. Eble d'Ussel apareix en documents d'arxiu de 1190 a 1233. Els tres germans eren senyors del castell d'Ussel. Segons la vida de Gui d'Ussel, Eble componia malas tensos, adjectiu que no cal entendre en sentit despectiu sinó que cal entendre que el tema de la composició és satíric.

## Obra
Es conserven només tres "tensons" amb el seu germà Gui.

### Tensós
- (129,2=194,5)[3] En Gui, digaz la qal penriaz vos
- (129,3=194,10) Gui, e·us part mon essienz
- (194,16=129,4) N'Eble pus endeptatz[4]

### Edicions
- Audiau, Jean, Les poésies des quatre troubadours d'Ussel, publiées d'après les manuscrits. París: Librarie Delagrave, 1922

### Repertoris
- Guido Favati (editor), Le biografie trovadoriche, testi provenzali dei secc. XIII e XIV, Bologna, Palmaverde, 1961, [pàg. 260; és la vida del seu germà Gui d'Ussel, on es conserven referències a Eble]
- Alfred Pillet / Henry Carstens, Bibliographie der Troubadours von Dr. Alfred Pillet […] ergänzt, weitergeführt und herausgegeben von Dr. Henry Carstens. Halle : Niemeyer, 1933 [Eble d'Ussel és el número PC 129]